# Fachzahnarzt
Der Fachzahnarzt ist eine Gebietsbezeichnung für einen Zahnarzt, die nach der Approbation und einer erfolgreich absolvierten postgradualen drei- bis vierjährigen Weiterbildung erlangt wird.
Die erforderlichen Leistungs- und Befähigungsnachweise sind in Deutschland durch die Weiterbildungsordnungen der einzelnen Landeszahnärztekammern auf Grundlage der Muster-Weiterbildungsordnung der Bundeszahnärztekammer geregelt.

## Arten von Fachzahnärzten
- Kieferorthopädie (seit 1935)
- Oralchirurgie (seit 1975)
- Öffentliches Gesundheitswesen (seit 1975)
- Parodontologie (seit 1983, nur im Geltungsbereich der Landeszahnärztekammer Westfalen-Lippe und der Landeszahnärztekammer Rheinland-Pfalz[2])
- Allgemeine Zahnheilkunde (seit 2008, nur im Geltungsbereich der Landeszahnärztekammer Brandenburg)[3].

Zahnärzte in der Deutschen Demokratischen Republik hatten die Berufsbezeichnung Stomatologe. Dem Studium der Stomatologie konnte seit 1961 zeitweise eine Weiterbildung zum Fachzahnarzt für allgemeine Stomatologie folgen. Darüber hinaus gab es den Fachzahnarzt für Kinderstomatologie, den Fachzahnarzt für orthopädische Stomatologie, den Fachzahnarzt für Sozialhygiene und den Fachzahnarzt für Kieferchirurgie. Nach der Wiedervereinigung wurden diese Titel abgeschafft, dürfen aber weitergeführt werden.